# Adlai Ewing Stevenson II

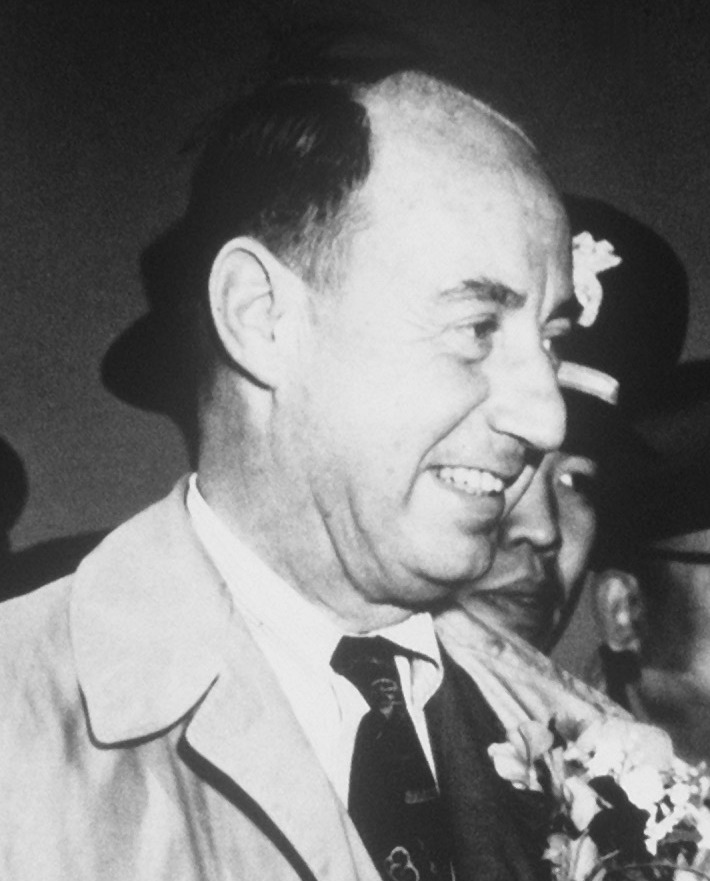
Adlai Ewing Stevenson II (marzec 1953)

Adlai Ewing Stevenson II, Adlai Stevenson (ur. 5 lutego 1900 w Los Angeles, zm. 14 lipca 1965 w Londynie) – amerykański polityk i dyplomata. Stevenson znany był ze swoich talentów oratorskich i umiejętności debatowania. Uchodził też za jednego z najbardziej wykształconych polityków amerykańskich swoich czasów.

## Tradycje polityczne rodziny
Stevenson pochodził z rodziny o dużych tradycjach politycznych. Jego dziadek, Adlai E. Stevenson, piastował urząd wiceprezydenta USA w gabinecie prezydenta Grovera Clevelanda w latach 1893–1897, a w roku 1900 ponownie ubiegał się, aczkolwiek bez powodzenia, o to stanowisko u boku Altona B. Parkera. Jego ojciec był stanowym sekretarzem stanu w Illinois, zaś syn, Adlai Stevenson III, senatorem z Illinois w latach 1970–1981 i kandydatem do nominacji prezydenckiej w roku 1976.

## Wczesne lata i kariera
Stevenson urodził się w Los Angeles, ale mieszkał i wychował się w stanie Illinois. Studiował prawo m.in. na Uniwersytecie Princeton w (New Jersey).
Po ukończeniu studiów pracował czas jakiś jako prawnik, ale zaangażował się też w działalność polityczną, zostając aktywistą na rzecz Nowego Ładu prezydenta Franklina Delano Roosevelta.
Podczas II wojny światowej zajmował stanowisko zastępcy sekretarza marynarki u boku Franka Knoxa. Po zakończeniu wojny był, w latach 1946–1947, członkiem delegacji USA w ONZ.

## Gubernator Illinois
W latach 1949–1953 pełnił z ramienia Partii Demokratycznej urząd gubernatora swego rodzinnego stanu Illinois. W wyborach roku 1948 pokonał lawiną głosów swego republikańskiego konkurenta, co kontrastowało z bardzo minimalnym zwycięstwem prezydenta Harry’ego Trumana. Jako gubernator Stevenson kładł duży nacisk m.in. na reorganizację stanowej policji i rozwój autostrad.

## Kandydat na prezydenta
Rok 1952 był rokiem wyborów prezydenckich. Urzędujący, tracący popularność prezydent Harry S. Truman zrezygnował z ubiegania się o trzecią kadencję i zgłosił kandydaturę gubernatora Illinois. Stevenson nominację uzyskał; kandydatem na wiceprezydenta (ang. running mate) został senator John Sparkman z Alabamy.
Jego przeciwnikami z ramienia republikanów byli generał Dwight Eisenhower i Richard Nixon jako kandydat na wiceprezydenta. Stevenson i Sparkman przegrali wybory. W czasie niezbyt czystej kampanii Nixon oskarżał Stevensona o to, iż jest zwolennikiem kapitulacji wobec ZSRR i pogardliwie nazwał „jajogłowym”.
Ponownie wysunięto go w roku 1956, wraz z senatorem z Tennessee Estesem Kefauverem, ale ponownie przegrali. Prywatnie Stevenson wolał, aby jego kandydatem na wiceprezydenta był senator John F. Kennedy z Massachusetts, który przegrał w głosowaniu na konwencji małą ilością głosów.

## Dalsza kariera
Mimo dwóch wysokich porażek wyborczych Stevenson, co było dość niezwykłym zjawiskiem w amerykańskim życiu publicznym, zachował dużą popularność nie tylko w łonie własnej partii, ale i w społeczeństwie. Mimo przyklejanej mu etykietki „jajogłowego” (której zresztą nigdy się nie wypierał), cieszył się uznaniem za duże poczucie humoru. Byli też tacy, którzy oceniali, iż mógłby pokonać każdego innego kandydata na prezydenta z ramienia republikanów (Eisenhower, mówili, „jechał” początkowo tylko na swej popularności jako dowódcy czasu wojny).
Tak też Stevenson ponownie ubiegał się o nominację, nadal ciesząc się poparciem skrzydła liberalnego w roku 1960, ale mimo że poparła go np. Eleanor Roosevelt, przegrał w głosowaniu na konwencji.
Prezydent John F. Kennedy mianował go Ambasadorem Stanów Zjednoczonych przy ONZ. Stevenson pełnił tę funkcję do śmierci.

## Spuścizna
Wiele koncepcji politycznych Stevensona z okresu jego kampanii prezydenckiej w roku 1952 (głównie sprawa odprężenia i pokojowego współistnienia) było wykorzystywanych potem przez prezydentów Kennedy’ego, Nixona i Billa Clintona.
Peter Sellers utrzymywał, iż jedna z granych przez niego postaci w filmie Dr. Strangelove (tzn. prezydent Merkin Muffley) był w dużej mierze wzorowany na Stevensonie.

## Życie osobiste
W roku 1928 ożenił się z pochodzącą (jak i on sam) z amerykańskich wyższych sfer Ellen Borden, z którą rozwiódł się w roku 1949. Z tego związku miał trzech synów: Adlaia E. III (ur. 1930), Bordena (ur. 1932) oraz Johna Fella (ur. 1936).
Stevenson był też związany z innymi kobietami w ciągu swojego życia. M.in. znaną dziennikarką Katharine Graham czy Mariettą Tree.
Był unitarianinem. Gdyby wygrał wybory prezydenckie, byłby czwartym wyznawcą unitarianizmu (po Johnie Adamsie, Johnie Quincym Adamsie i Williamie H. Tafcie) zasiadającym w Białym Domu.